# Eleição primária do Partido Republicano de Utah em 2012
A eleição primária do Partido Republicano de Utah em 2012 será realizada em 26 de junho de 2012. Utah terá 40 delegados na Convenção Nacional Republicana. Em 2008, Mitt Romney recebeu grande apoio da população Mórmon, quando teve 89,49% dos votos.

## Resultados
| Eleição primária do Partido Republicano de Utah em 2012 | Eleição primária do Partido Republicano de Utah em 2012 | Eleição primária do Partido Republicano de Utah em 2012 | Eleição primária do Partido Republicano de Utah em 2012 |
| Candidato                                               | Votos                                                   | Percentagem                                             | Estimativa de delegados nacionais                       |
| ------------------------------------------------------- | ------------------------------------------------------- | ------------------------------------------------------- | ------------------------------------------------------- |
| Newt Gingrich                                           | 0                                                       | 0%                                                      | 0                                                       |
| Ron Paul                                                | 0                                                       | 0%                                                      | 0                                                       |
| Mitt Romney                                             | 0                                                       | 0%                                                      | 0                                                       |
| Rick Santorum                                           | 0                                                       | 0%                                                      | 0                                                       |
| Michele Bachmann                                        | 0                                                       | 0%                                                      | 0                                                       |
| Herman Cain                                             | 0                                                       | 0%                                                      | 0                                                       |
| Jon Huntsman                                            | 0                                                       | 0%                                                      | 0                                                       |
| Gary Johnson                                            | 0                                                       | 0%                                                      | 0                                                       |
| Rick Perry                                              | 0                                                       | 0%                                                      | 0                                                       |
| Totais                                                  |                                                         |                                                         |                                                         |

| Obs: | Desistiu da disputa |